# HinterReggio Calcio
HinterReggio Calcio là một câu lạc bộ bóng đá Ý đến từ Reggio Calabria, Calabria.

## Lịch sử

### Thành lập
Câu lạc bộ được thành lập vào năm 2006 sau khi đổi tên thành Polisportiva Scillese, trong đó nó giữ được màu sắc.

### Các mùa
- - 2006–07  Eccellenza Calabria
  - 2007–08  Eccellenza Calabria: Thăng hạng lên [./https://en.wikipedia.org/wiki/Serie_D Serie D] và thắng [./https://en.wikipedia.org/wiki/Coppa_Italia_Dilettanti Coppa Italia Dilettanti]
  - 2008–09  Serie D
  - 2009–10  Serie D
  - 2010–11  Serie D
  - 2011–12  Serie D: Thăng hạng lên [./https://en.wikipedia.org/wiki/Lega_Pro_Seconda_Divisione Lega Pro Seconda Divisione]
  - 2012–13  Lega Pro Seconda Divisione

## Danh dự
- Serie D
  - Chiến thắng (1): 2011-12
- liên_kết= Coppa Italia Dilettanti 
  - Vô địch (1): 2007-08
- liên_kết= Coppa Italia Calabria:
  - Chiến thắng (1): 2007-08

## Màu sắc và huy hiệu
Màu sắc của đội là trắng và xanh.

## Đội hình hiện tại
Để xem các cầu thủ của đội hiện tại bấm vào đây Lưu trữ ngày 26 tháng 5 năm 2019 tại Wayback Machine.